# Esercito di resistenza del Signore
L'Esercito di resistenza del Signore (o LRA in lingua inglese Lord's Resistance Army), attivo dal 1987, è un gruppo ribelle di guerriglia di matrice cristiana, che opera principalmente nel nord dell'Uganda, nel Sudan del Sud, nella Repubblica Democratica del Congo e nella Repubblica Centrafricana.

## Origini
Il movimento è guidato da Joseph Kony, che si proclama portavoce di Dio e medium dello Spirito Santo. Il gruppo si enucleò da un più vasto movimento di resistenza armata sorto nell'Uganda settentrionale principalmente in seno al popolo Acholi, a seguito del rovesciamento del governo guidato dall'acholi Tito Okello da parte di Yoweri Museveni, fondatore del National Resistance Army, e dell'instaurazione di un governo maggiormente rappresentativo dei gruppi etnici dell'Uganda meridionale.

## Attività
Ideologicamente il gruppo si presenta animato da una miscela sincretica di misticismo tradizionale africano, nazionalismo Acholi e fondamentalismo cristiano radicale Il gruppo afferma di voler istituire uno stato teocratico sulla base dei dieci comandamenti e della tradizione Acholi.

## Reputazione internazionale
L'LRA ed i suoi dirigenti sono stati accusati dalla Corte penale internazionale di aver attuato numerose violazioni dei diritti umani, compresi l'omicidio, il rapimento, le mutilazioni, la riduzione in schiavitù sessuale di donne e bambini, e l'impiego nelle ostilità di bambini-soldato arruolati a forza. L'LRA è annoverato tra le organizzazioni considerate terroristiche dal Dipartimento di Stato degli Stati Uniti d'America